# Perforation de film
Pour les articles homonymes, voir Perforation (homonymie).

Schéma d'un fragment de film 35 mm à son optique. Les deux rangées de perforations rectangulaires encadrent chacun des photogrammes et la bande son continue.

La perforation de film est une technique qui consiste à réaliser des trous sur le bord de la pellicule d'un film argentique. Ces perforations permettent l'entraînement de la pellicule lors de la prise de vues et lors de la projection. Un film de 35 mm comporte classiquement quatre perforations à peu près rectangulaires des deux côtés de chaque photogramme. 

## Histoire
Si le ruban souple et transparent fut inventé par John Carbutt en 1888, et commercialisé par George Eastman en 1889 sous la forme de rouleaux de 70 mm non perforés, destinés aux photographes, le film perforé 35 mm qui est encore présent dans les cinémathèques et archives, a été mis au point en 1893 par Thomas Edison et son assistant William Kennedy Laurie Dickson. Ils avaient d’abord testé en 1891 une pellicule au format 19 mm à défilement horizontal et aux perforations ovales sur un seul bord des photogrammes qui étaient circulaires au diamètre de 13 mm environ, sur laquelle furent impressionnés les premiers films du cinéma. La pellicule utilisée plus tard par les frères Lumière, afin de ne pas entrer en contrefaçon avec Edison, faisait également 35 mm de large mais comportait une seule perforation ronde de chaque côté de chaque photogramme. Ce format fragile fut vite abandonné, tandis que le format Edison était adopté par les cinéastes du monde entier au tout début du XXe siècle, son dessin caractéristique symbolise encore aujourd’hui le spectacle filmique, malgré l'abandon quasi total de la pellicule argentique.
Le film Eastman non perforé était préparé avant que ne soit couché l’émulsion photosensible. On le faisait passer dans une machine, bricolée par l’utilisateur, qui effectuait le poinçonnage. Certains des pionniers du cinéma, comme Georges Demenÿ, avaient opté pour une solution quelque peu périlleuse : les griffes qui entraînaient le film de 58 mm de large, le perforaient lors de la prise de vues ! Ce système risqué fut encore plus vite abandonné. Pour sa part, le cinéaste Georges Méliès eut des démêlés avec Edison car dès 1896, il se fabriqua une perforatrice maison et perfora ses pellicules au format breveté par l’industriel américain. Méliès commit ainsi un délit de contrefaçon et fut poursuivi pour cela avant de conclure un arrangement avec Edison.

## Caractéristiques techniques

### Films 16 mm

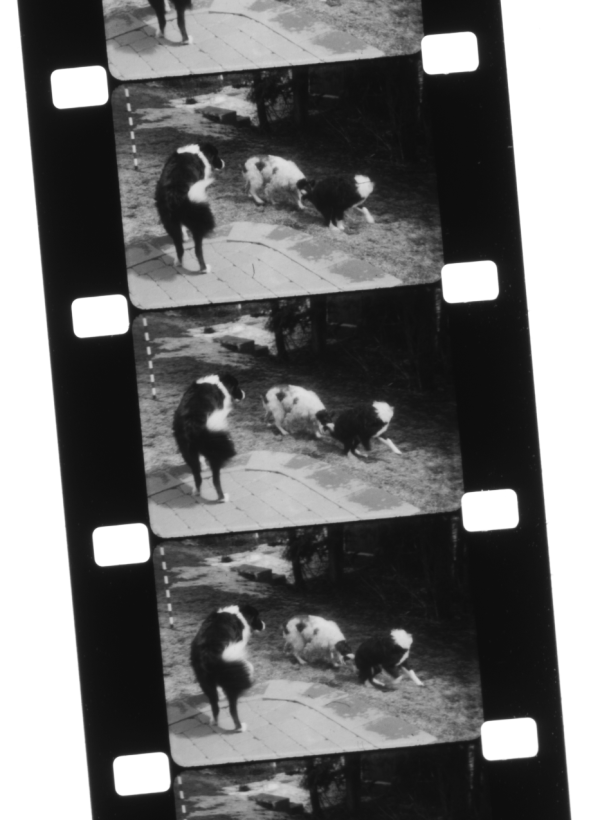
Prise de vues 16 mm.

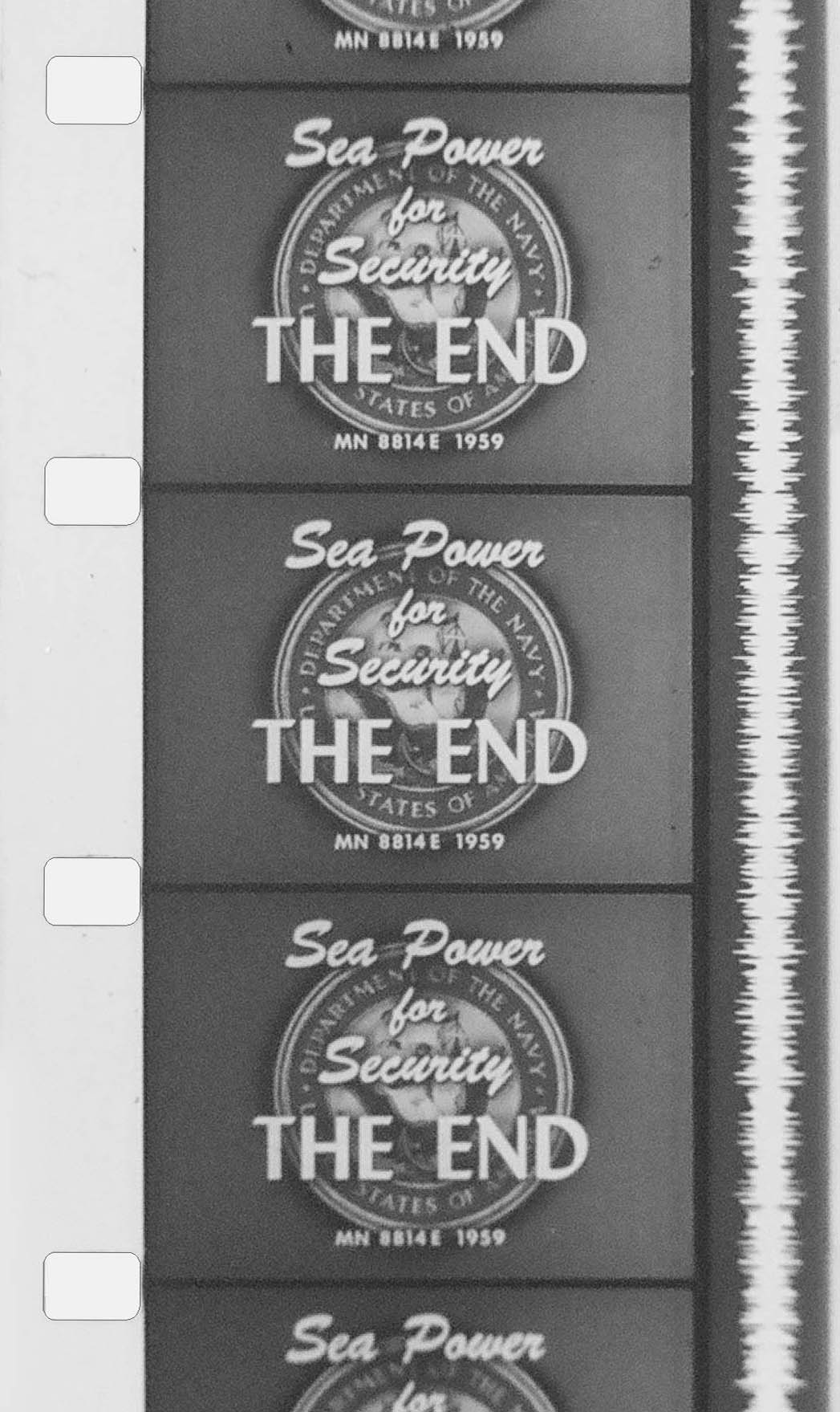
Projection sonore 16 mm.

Le format 16 mm standard, au ratio 1,37 :1 (rapport de la largeur sur la hauteur de l’image), dispose d’une rangée de perforations sur chaque bord, en ce qui concerne la pellicule de prise de vues. Le film 16 mm de projection ne présente qu’une seule rangée de perforations, laissant l’autre bord du film porter la piste sonore optique ou la piste magnétique. 
Le format Super 16 n'est doté en prise de vues que d'une seule rangée de perforations (une par photogramme) et utilise la surface photosensible équivalente (perdue dans le 16 mm classique au profit de la deuxième rangée de perforations), en produisant ainsi une image plus large (1,66 :1). Ce format encore un peu utilisé aujourd’hui débouche obligatoirement sur un « gonflage » en 35 mm ou une numérisation sur disque dur. Mais sa disparition pure et simple est inéluctable, comme d'ailleurs tous les formats de pellicule argentique. Bientôt, les perforations feront partie de la muséologie.

### Films 35 mm

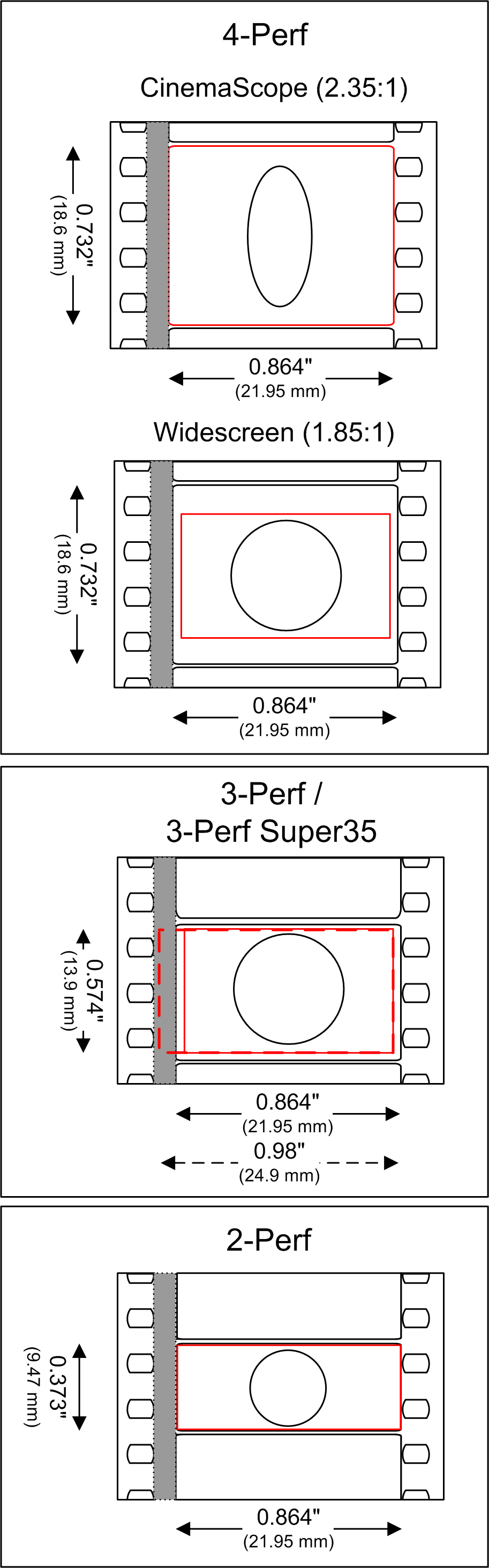
Comparaison des formats à quatre, trois et deux perforations en relation avec le ratio d'image.

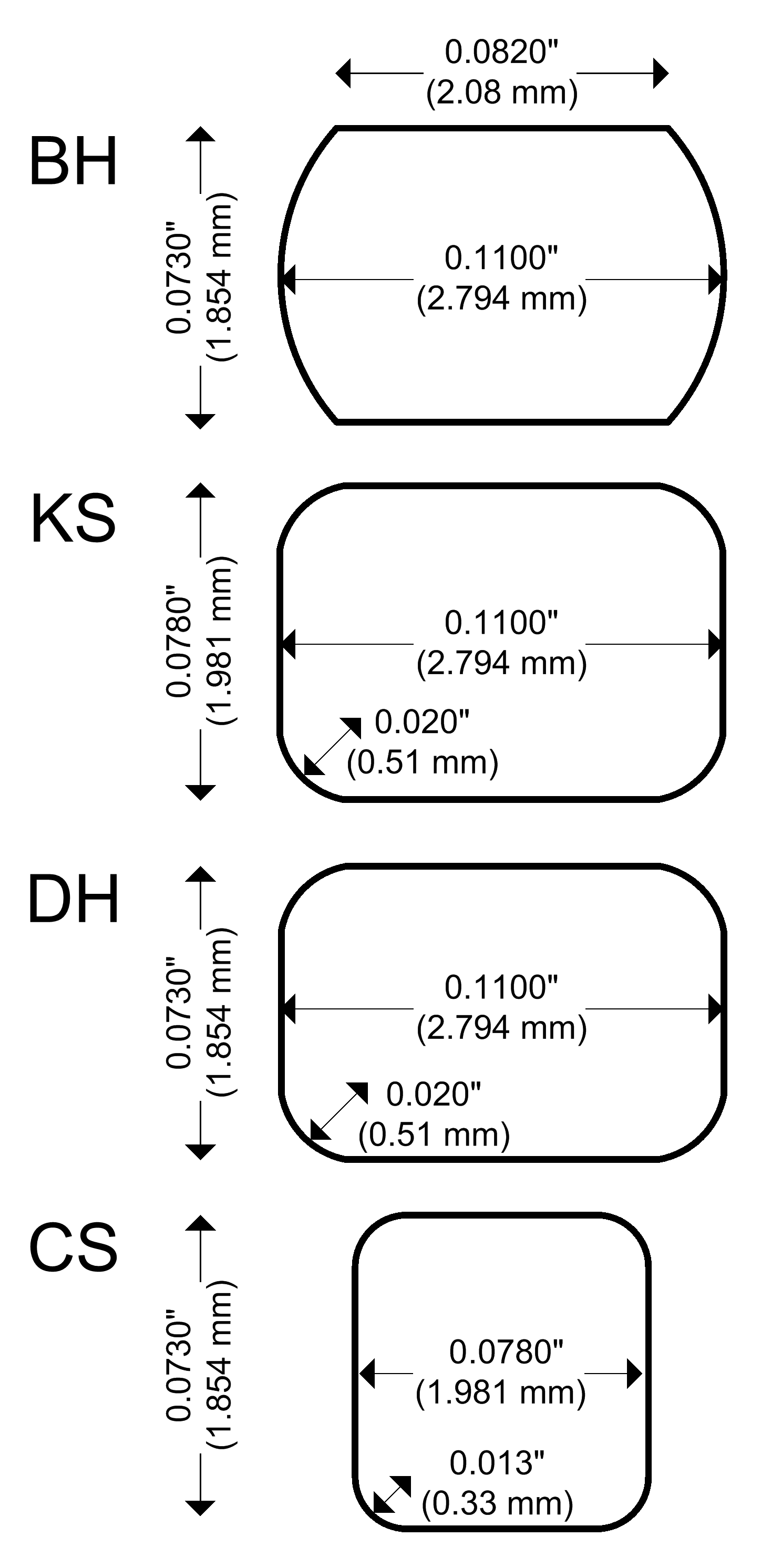
Les différents types de perforations professionnelles.

On distingue quatre types de perforations : BH, KS, DH et CS. Les perforations à bords arrondis BH (pour Bell & Howell), utilisées pour les films négatifs, et les perforations à bords droits KS (Kodak System), pour les films positifs et les négatifs qui datent de l'URSS. Les perforations BH permettent une introduction plus souple des griffes de caméra, mais sont fragilisées par leur forme.
Le pas, c'est-à-dire la distance entre le haut d'une perforation et le même endroit de la suivante, est de 4,74 mm pour un film négatif (BH) et de 4,75 mm pour un film positif (KS). Cette différence permet, lors d'un tirage par contact, d'enrouler autour d'un même tambour denté un positif sur un négatif. 
Afin de garantir une compatibilité mécanique à tous les projecteurs existants, toute copie d’exploitation comporte toujours quatre perforations de chaque côté des photogrammes (donc 8 par photogramme). 
Cependant, l’apparition du CinémaScope en 1953, et le succès public de ses écrans allongés au ratio 2,55:1, poussa la mode des formats larges, dont le principe était de réduire en hauteur les photogrammes impressionnés dans la caméra, en modifiant les fenêtres de prise de vues, ce qui permettait ensuite de projeter des images plus larges qu'avant (en modifiant à son tour la fenêtre de projection) dont l’aspect se rapprochait un peu du CinémaScope sans utiliser de dispositif optique anamorphique. Se faisant, malheureusement, la surface réellement utilisée de l’émulsion photosensible lors de la prise de vues présentait un réel gâchis. En effet, le format 1,66 utilise 83 % de la surface disponible sur la hauteur de quatre perforations et le 1,85 environ 74 %. Pour le Superscope, la perte de surface, et donc le déficit en définition, étaient encore plus grands : 66 % de surface exploitée ! En outre, l’image étant ensuite agrandie aux dimensions de l’écran de la salle, le « piqué » était moins bon, dévoilant un peu plus le « grain » de l’émulsion. Dans un souci d'ordre financier et pour éviter un tel gaspillage, des procédés furent mis au point pour l'impression d'un photogramme sur la hauteur de trois perforations, donnant une image naturellement allongée, au ratio 1,78 :1 ou inférieur (1,85 :1). 
Mais c’est surtout le format Techniscope, lancé en 1960 par la Technicolor Motion Picture Corporation, qui rencontra le plus grand succès. Les photogrammes étaient impressionnés sur la hauteur de deux perforations seulement, donnant une image encore plus allongée, au ratio 2.35 :1 — proche de celui du CinémaScope. Deux avantages expliquent facilement l’engouement de l’époque pour ce procédé. D'abord, la consommation en négatif de prise de vues était divisée par deux, et le coût également, développement compris. Ensuite, d’un point de vue pratique, la réduction par deux du métrage augmentait l’autonomie des magasins, réduisant ainsi les manipulations de la pellicule, qui sont toujours facteurs de risques (rayures, voiles, etc). De plus, le pas du film étant plus court, le bruit lié au déplacement intermittent de la pellicule actionnée par les griffes, était plus faible. Bien entendu, le négatif du Techniscope était ensuite reporté sur un internégatif au format standard avec des photogrammes sur la hauteur de quatre perforations, nécessitant pour reproduire entièrement l’image le recours à une anamorphose de type CinémaScope. 

Le photogramme VistaVision, au défilement horizontal.

Edison et Dickson avaient d’abord testé en 1891  une pellicule au format 19 mm à défilement horizontal. Puis ils choisirent le défilement vertical qui est resté la norme. Le film est tracté par le système intermittent (souvent appelé « alternatif ») qui est un jeu d’une ou plusieurs griffes en ce qui concerne les caméras, et d’un dispositif appelé croix de Malte ou croix de Genève en ce qui concerne les projecteurs de salle. Un retour inattendu du défilement horizontal de la pellicule dans la caméra eut lieu au milieu des années 1950, initié par Paramount Pictures en réaction au succès du CinémaScope de la 20th Century Fox concurrente. La pellicule était toujours le 35 mm standard mais le déroulement de la pellicule se faisait à l’horizontal dans le couloir de prise de vues de la caméra (par souci de commodité, les magasins de la caméra, d’abord couchés, furent ensuite disposés verticalement, le film faisant une boucle de 90° avant d’entrer dans le couloir de prise de vues et la même chose en sortant). C’est la VistaVision, format réservé aux films à grand budget puisque la consommation de pellicule était cette fois multipliée par deux, ainsi que les frais de développement, car le photogramme horizontal s’étale sur huit perforations (disposées en haut et en bas), donnant un ratio naturel de 1,66 :1. Le photogramme original mesurait 36 mm × 18,3 mm, une dimension qui conférait aux images une qualité supérieure à celle du CinémaScope. Les copies d’exploitation étaient en 35 mm classique anamorphosé, mais bénéficiaient de l’exceptionnel « piqué » du négatif original.

## Films 65 et 70 mm

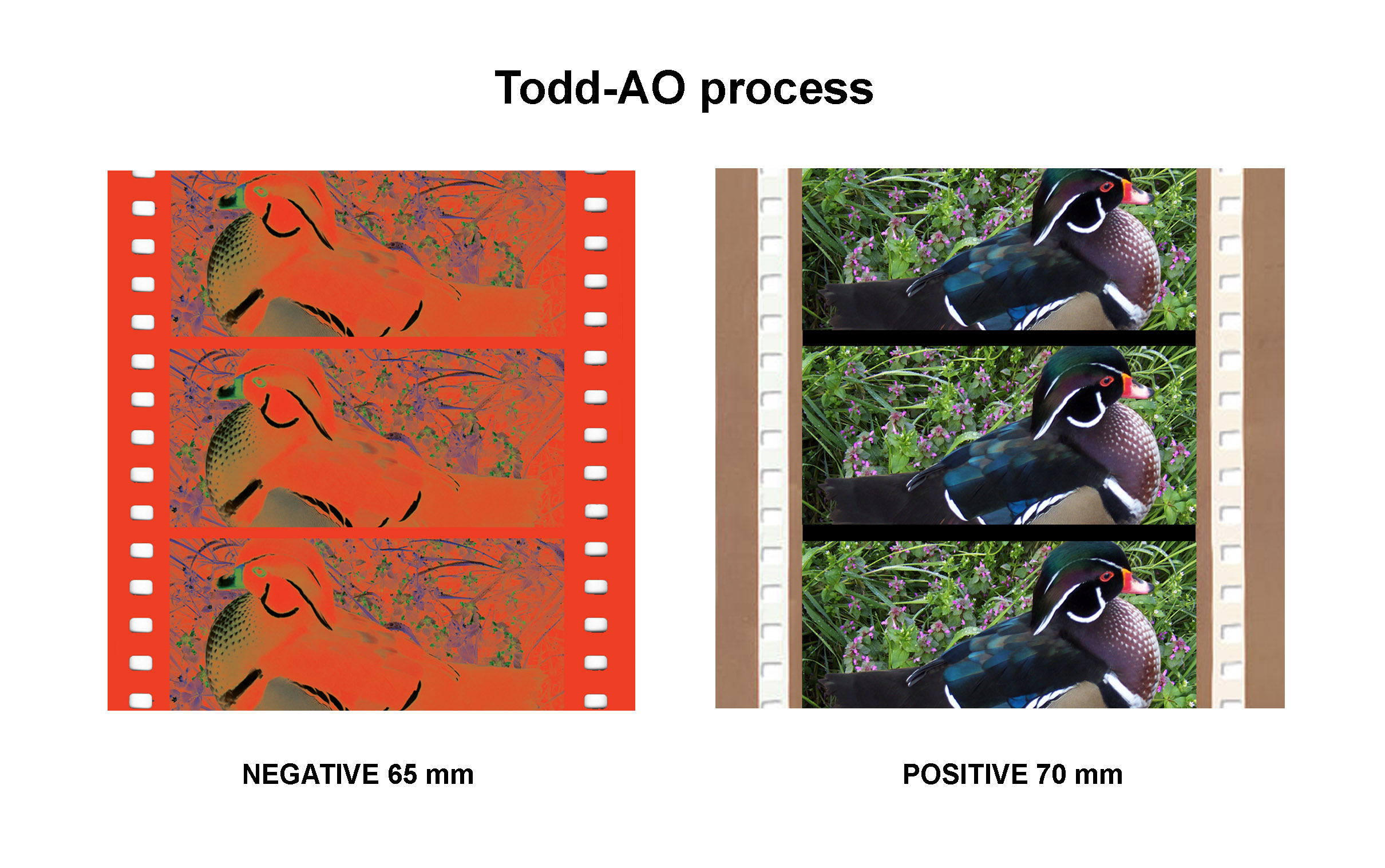
Todd-AO, négatif 65 mm et positif 70 mm.

Une autre idée germa dans l’esprit d’un producteur américain, Mike Todd, et de la société American Optical, celle d’utiliser une pellicule de prise de vues de 65 mm de large pour obtenir un excellent négatif, et de n’en pas perdre les qualités en projetant des copies de 70 mm de large, les 5 mm de plus étant destinés à porter de part et d’autre des perforations trois pistes sonores magnétiques (six pistes en tout). C’était le Todd-AO. La forme des perforations était la même que celle du 35 mm, mais ce format comportait en plus dans les copies d’exploitation une minuscule perforation ronde entre deux perforations consécutives, juste à la séparation de chaque photogramme, afin de signaler chaque séparation des photogramme, et plus spécialement pour faciliter le chargement du film dans l’appareil de projection. L’image positive était de grande dimension : 22 × 48,6 mm.
Un procédé analogue est maintenant l’une des très rares survivances de la pellicule argentique, mais qui disparaît à son tour : le format Imax. Négatif de 65 mm et copies de 70 mm de large. Le défilement, aussi bien du négatif que des copies, se fait comme en VistaVision, à l’horizontal, le photogramme s’étendant sur 15 perforations, avec des dimensions trois fois plus importantes que le Todd-AO : 51 mm × 71 mm, dix fois plus de surface qu’en du 35 mm. Cependant, comme tous les autres formats argentiques, l’Imax sur pellicule laisse inexorablement la place aux techniques numériques.

## Films amateurs
Tout au long de l’histoire du cinéma, les amateurs éclairés s’intéressent à la prise de vues ou à la simple projection de films. En films argentiques, outre le 16 mm, souvent qualifié de « semi-professionnel », des formats spécifiques leur furent offerts pour remplacer le trop onéreux  35 mm.
Le film 9,5 mm eut un franc succès, dès 1922, du moins en Europe avec le fameux projecteur Pathé-Baby et la caméra adéquate. Les amateurs américains lui préférèrent le 16 mm. La grande image du 9,5 mm, presque aussi large que celle du 16 mm, était son principal attrait. Cependant, la rangée de perforations placée juste au centre de la pellicule, représentait pour elle un danger constant de rayures ou de broiement en cas de cassure accidentelle.

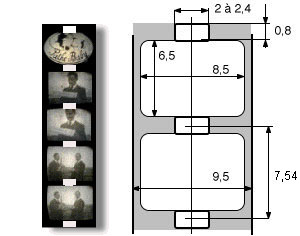
Film 9,5 mm et ses cotes.
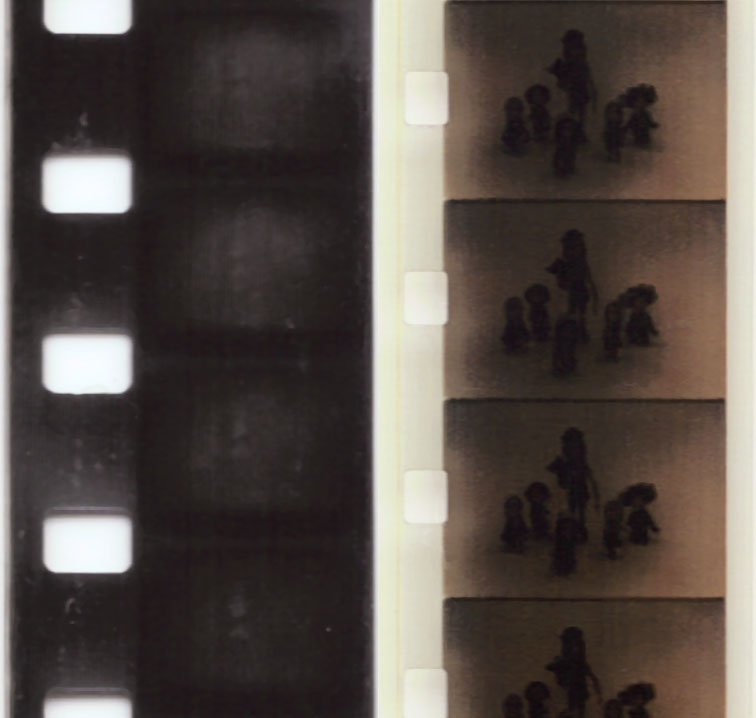
Films 8 mm et Super 8.

Le film 8 mm (à gauche de l'image de droite ci-dessus) rencontra un succès mondial. Pour préserver la pellicule des manipulations hasardeuses et préjudiciables rencontrées par ce format grand public, les perforations (largeur 1,83 mm, hauteur 1,27 mm) sont larges et la surface laissée aux photogrammes relativement étroite (moins des 2/3 environ). Le film Super 8 mm (à droite) redoubla ce succès en remédiant à la place exorbitante des perforations du 8 mm original par une innovation : les perforations sont deux fois moins larges (0,91 mm), et leur hauteur est elle aussi diminuée (1,14 mm), les perforations sont ainsi plus hautes que larges, contrairement à tous les autres formats de films argentiques.